# 北海道立近代美術館
北海道立近代美術館（ほっかいどうりつきんだいびじゅつかん、英称：The Hokkaido Museum of Modern Art）は、北海道札幌市中央区にある、道立の美術館である。

## 概要
札幌市内にある美術館。「すぐれた作品の収集・保存」、「バラエティに富んだ展示」、「すべての活動の基礎となる調査・研究」、「トータルな学習の場の提供」を基本理念として活動が行われている。コレクションとしては明治以降の北海道に関する美術品のほか、北海道の美術に関連した美術品を中心に収蔵されている。

## 沿革
1967年に開館した北海道立美術館を、当館と三岸好太郎美術館に発展的に改組する形で開設された。
- 1977年（昭和52年）7月20日 - 開館[1]
- 2011年（平成23年）4月 - 北海道立三岸好太郎美術館が北海道立近代美術館の分館として位置づけられる。
- 2011年（平成23年）9月 ～ 2012年1月 - 建物の補修等のため休館。

## 常設展・特別展
当館は、自館のコレクションを中心とするさまざまな角度からテーマを設けて展示するこれくしょんぎゃらりい(常設展)と、国内外の優れた作品を展示する特別展を数多く開催している。

## 教育・情報サービス
当館は展示活動のみならず教育・情報サービスにも積極的に取り組んでいる。例として下記のとおりに示す。
- 講演会 - 展覧会に関連する講演会を実施
- ギャラリートーク - 当館学芸員による展示作品の解説
- ギャラリーツアー - ボランティアによる展覧会ガイドツアー
- 移動美術館 - 当館所蔵の作品を各市町村で展示・解説
- 映像フェスティバル - 映像芸術などを紹介する映画祭を実施
- ミュージアムスクール - 小学生を対象とした芸術活動を推進する事業

## 所在地・開館時間等
- 所在地：北海道札幌市中央区北1条西17丁目
- 開館時間：9:30 - 17:00（最終入館 16：30）
- 休館日 毎週月曜日(例外あり)、年末年始、展示替え期間等

## 美術館移転案
北海道知事公館の東側に併設する北海道知事公邸（北海道札幌市中央区北1条西16丁目）が老朽化により廃止されることになっており、その跡地に道立近代美術館を移転する案が出されている。道の有識者研究会では、北海道知事公邸跡地に新知事公邸と新美術館を一体的に整備する案、知事公邸と北側の道幹部ら向けの宿舎の区域に美術館を移転する案、現美術館の跡地に複合施設を設けて一部を新公邸とする案などが出されている。

## 主な収蔵品

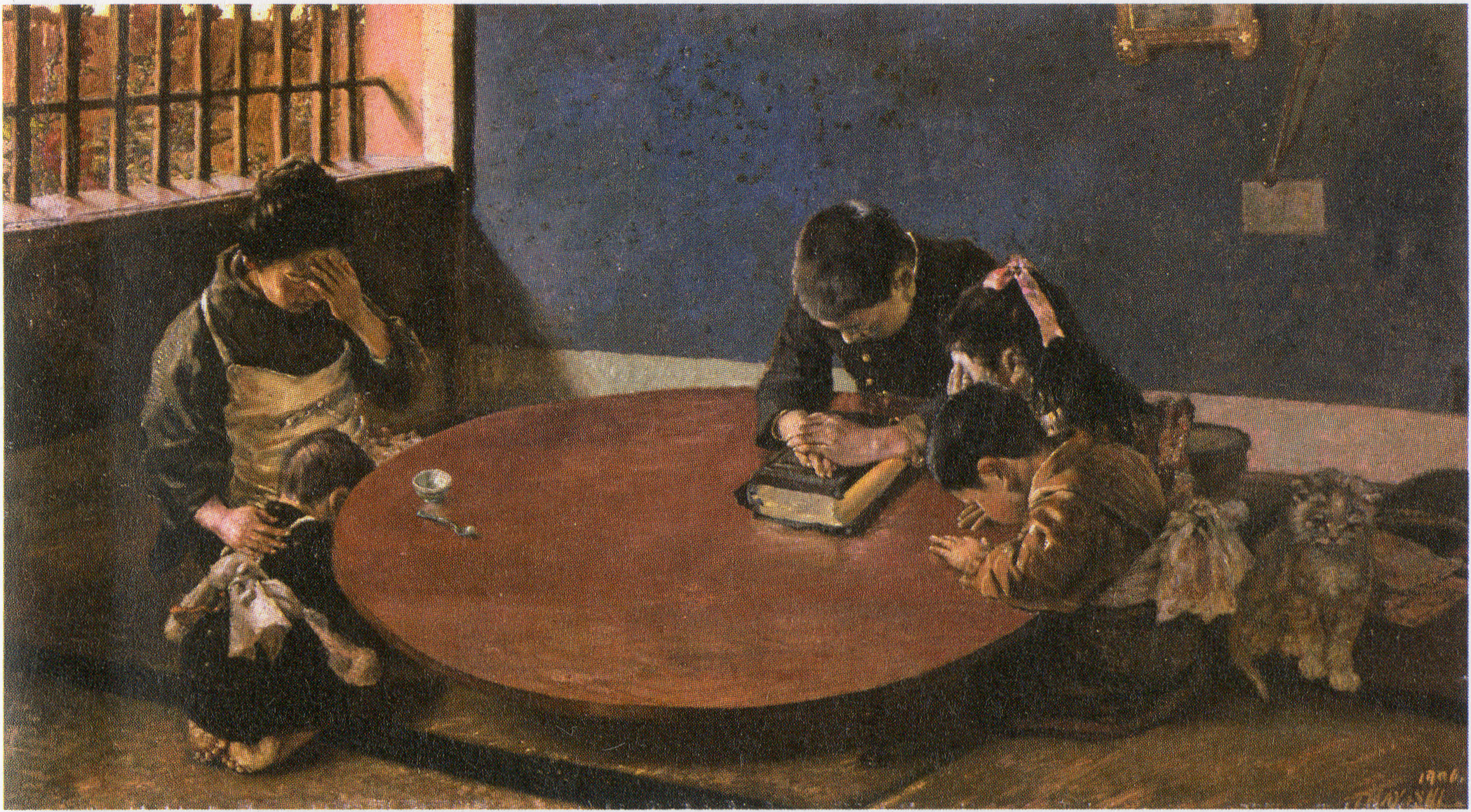
林竹治郎「朝の祈り」（1906年）
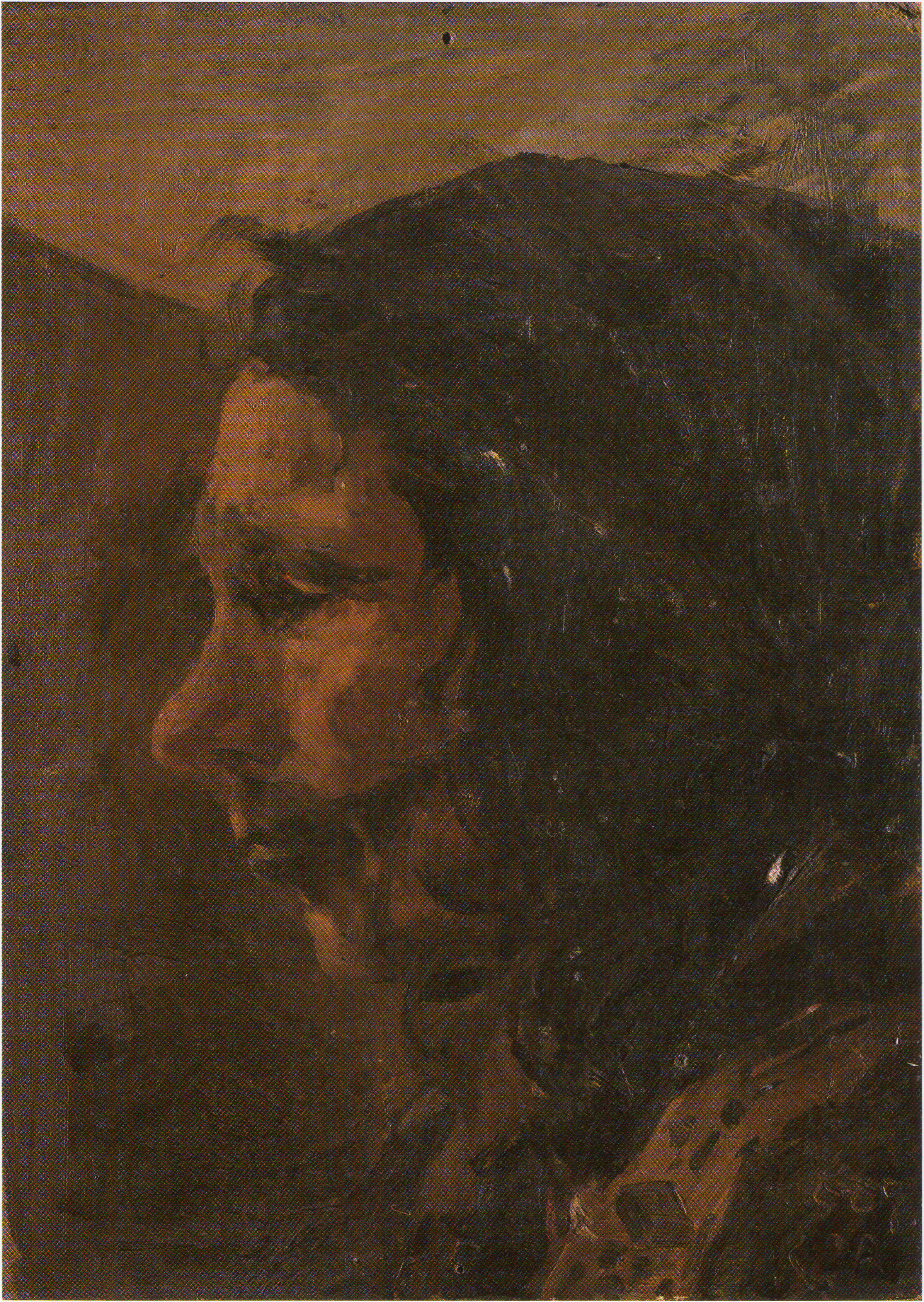
青山熊治（ドイツ語版）「アイヌ婦人横顔」（1907年）
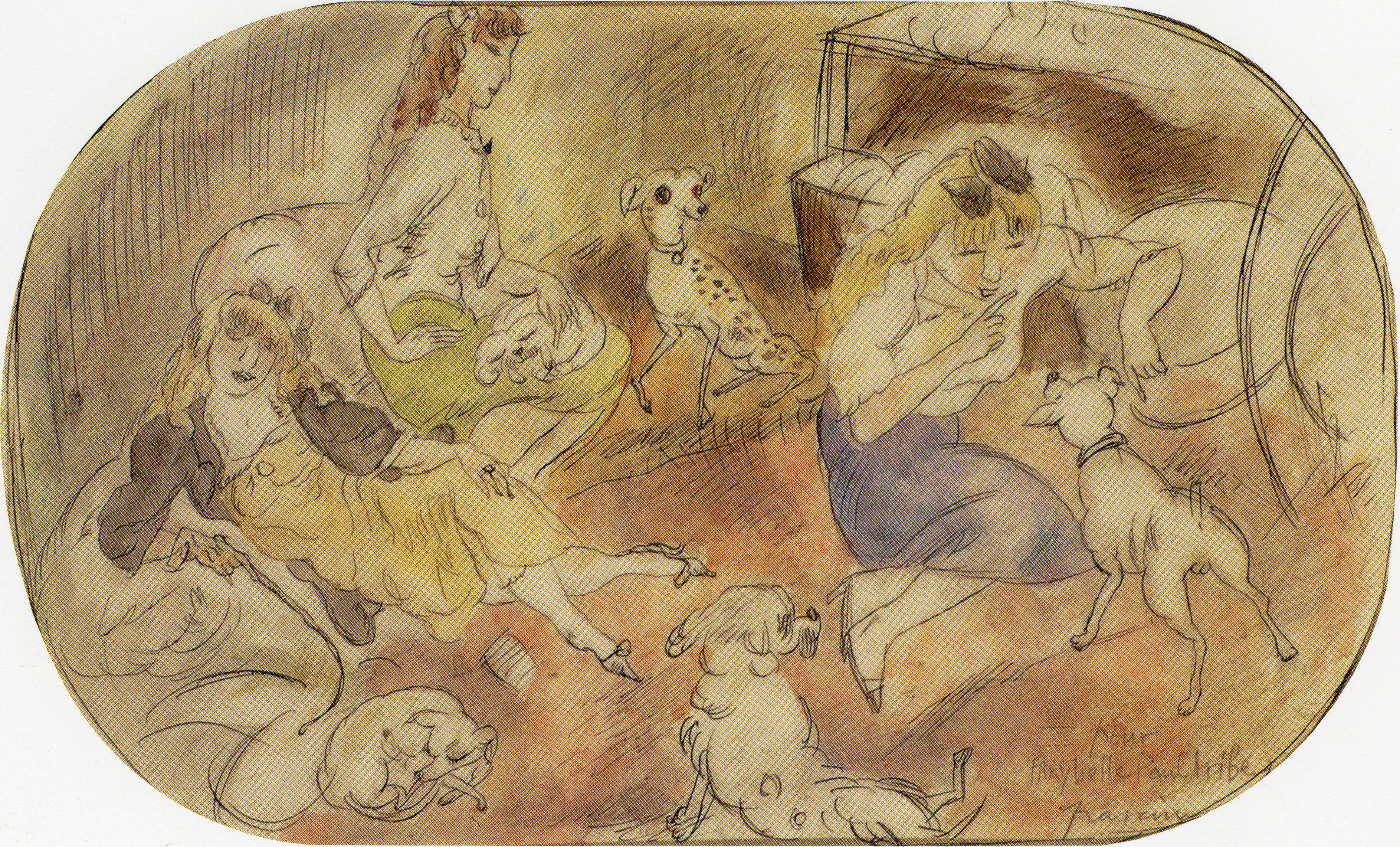
パスキン「娘たちと犬」(1906年)
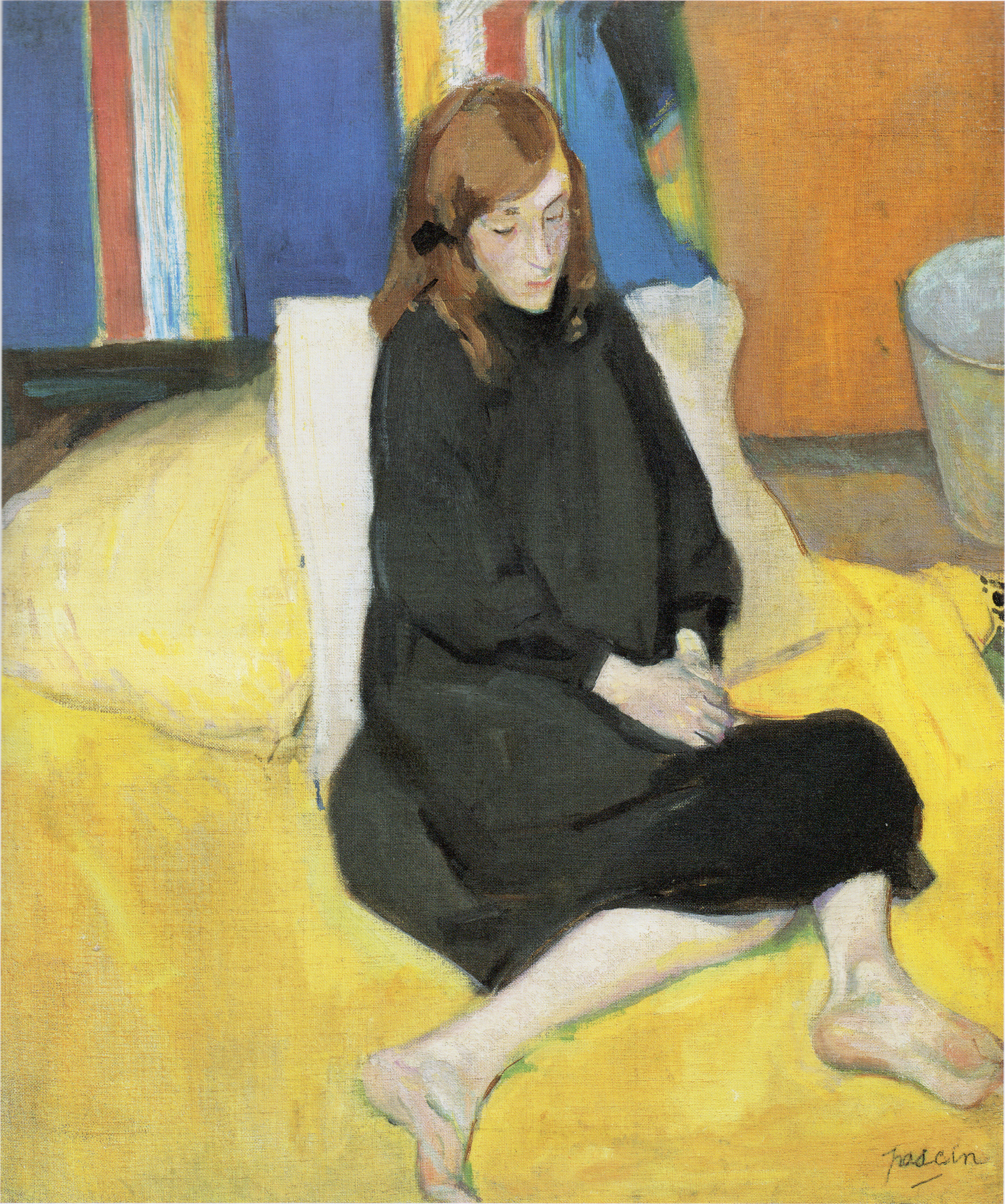
パスキン「女学生」(1908年)
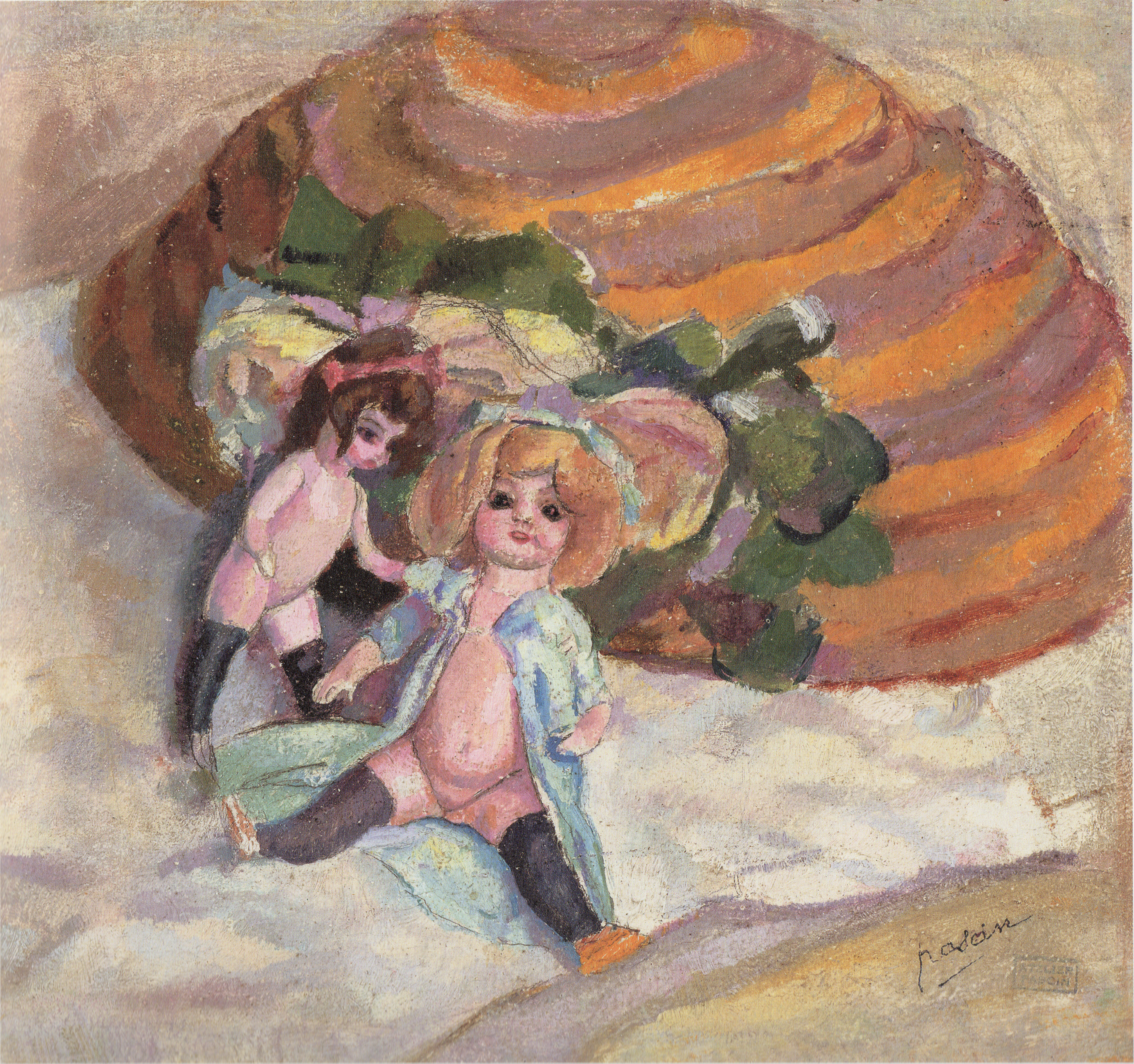
パスキン「人形」(1910年)
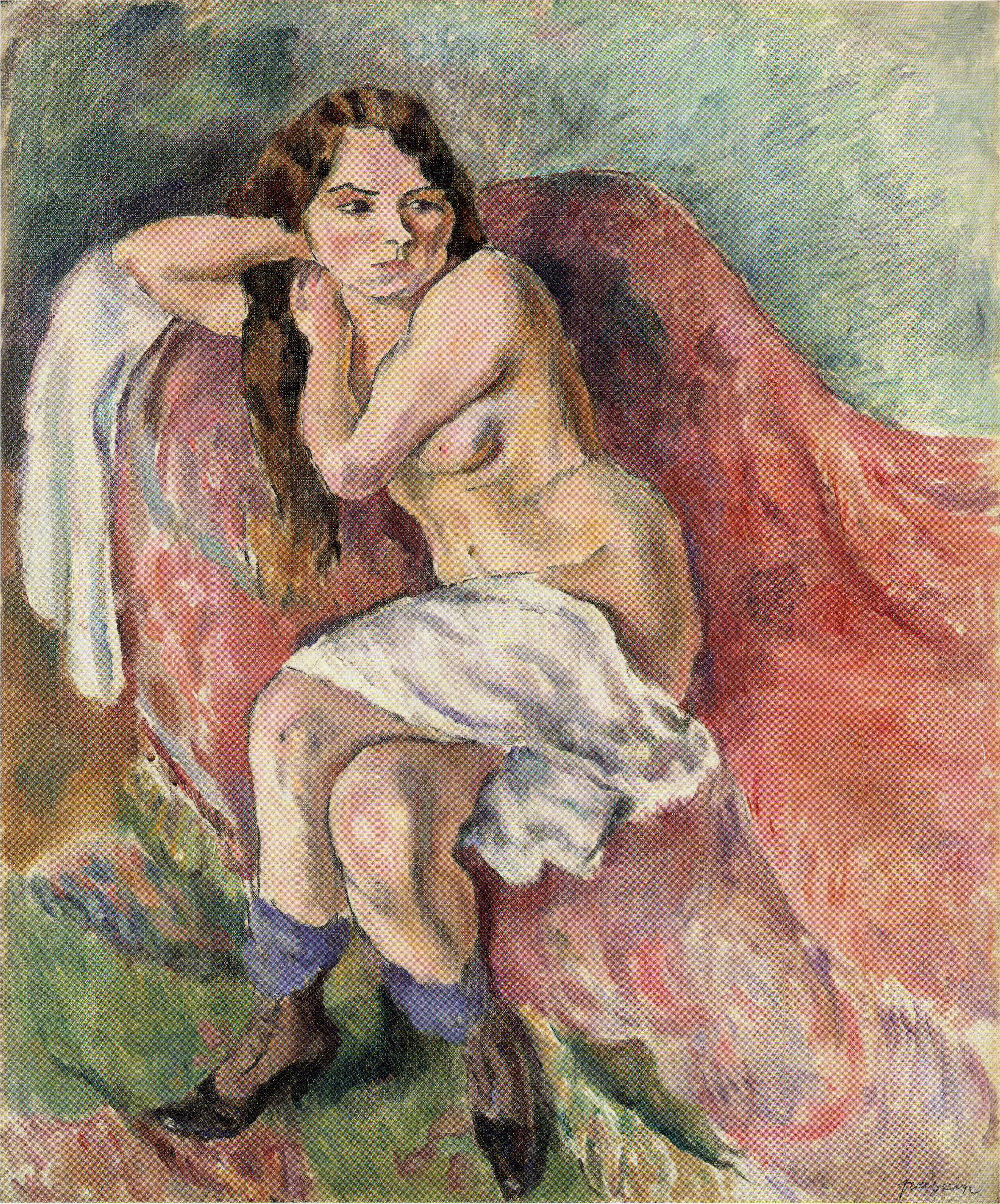
パスキン「ソファに腰かけるシュザンヌ」(1911年)
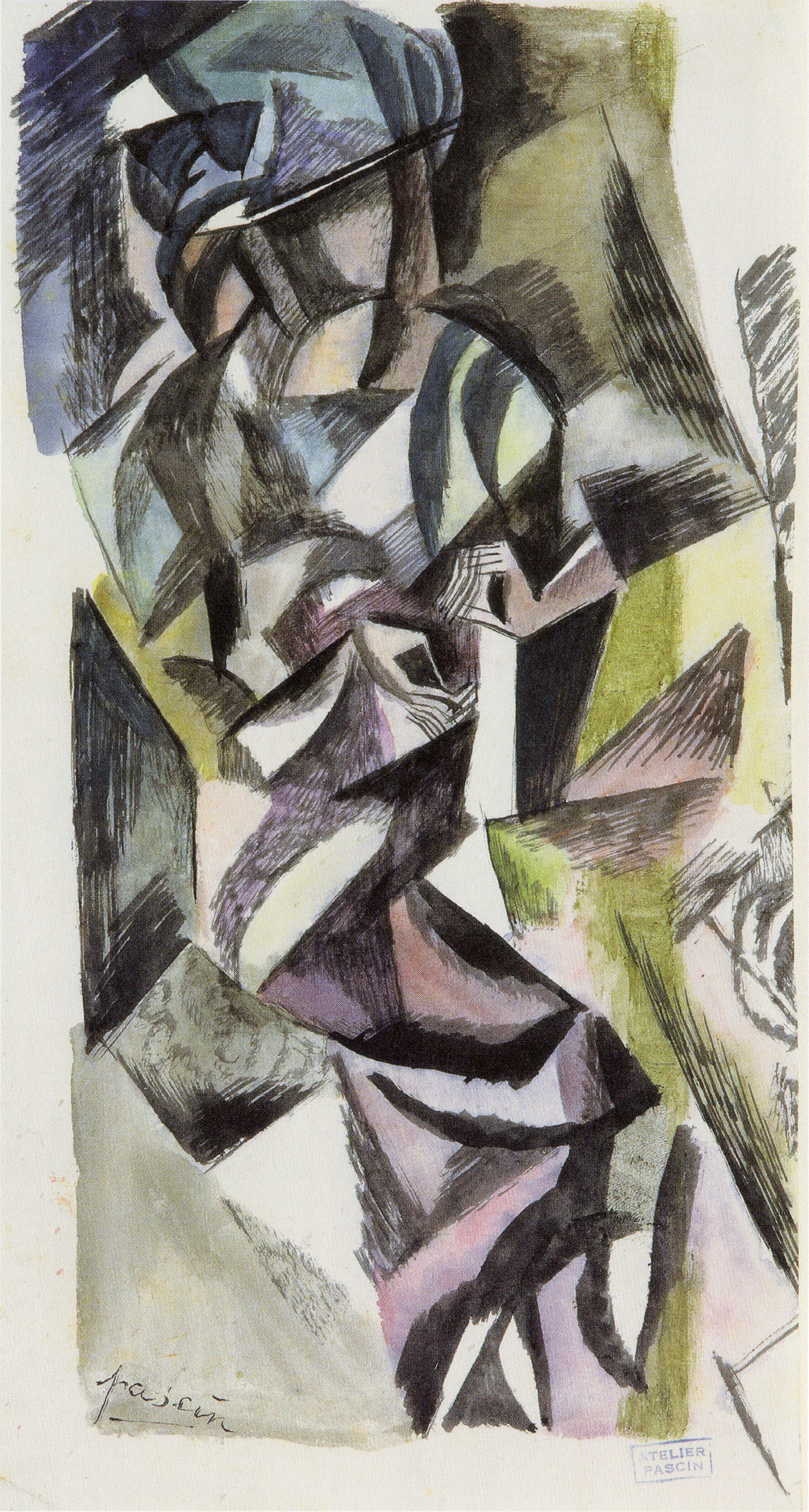
パスキン「女性」(1916年)
パスキン「アンドレ・サルモンとモンマルトル」(1921年)
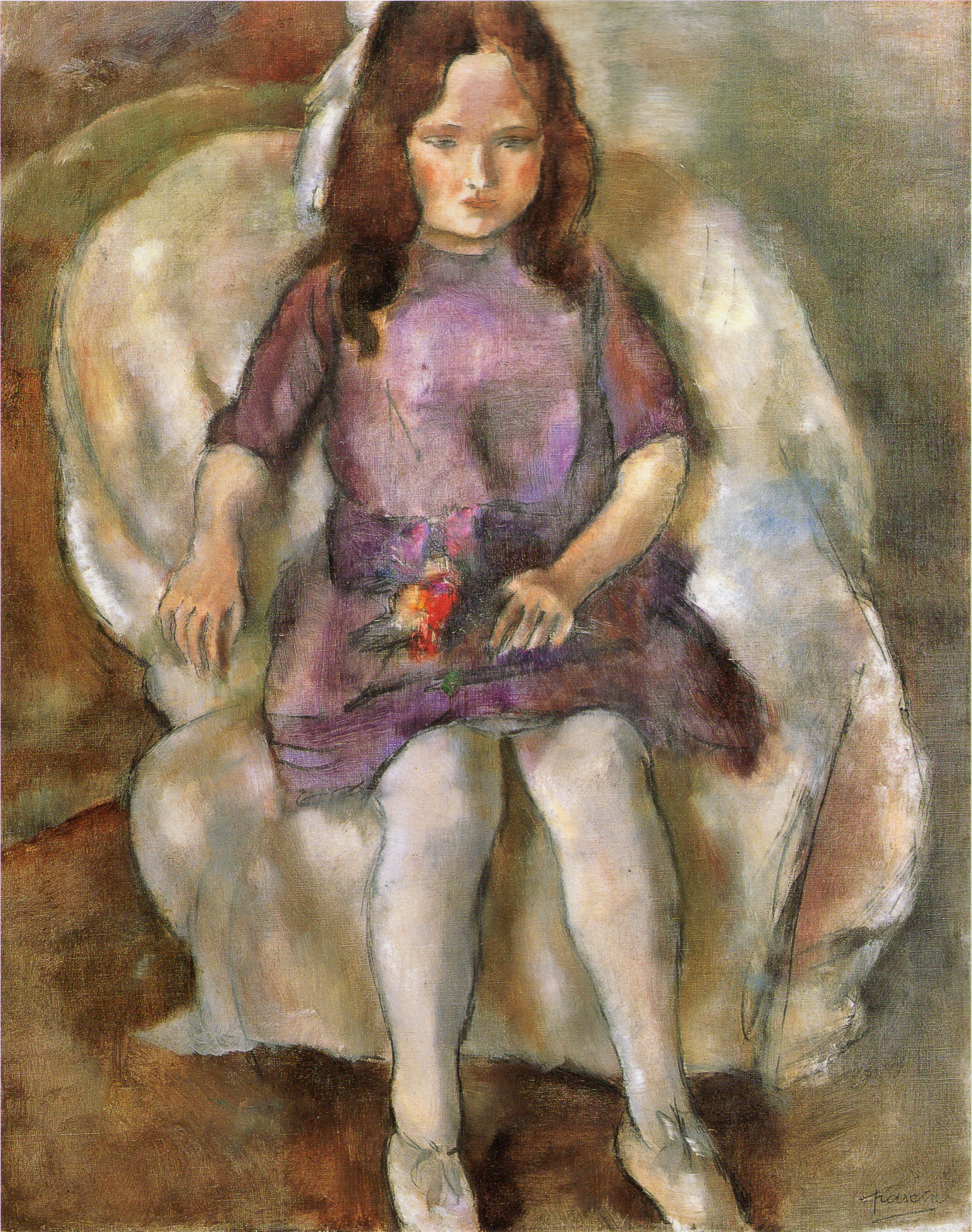
パスキン「花束を持つ少女」(1925年)
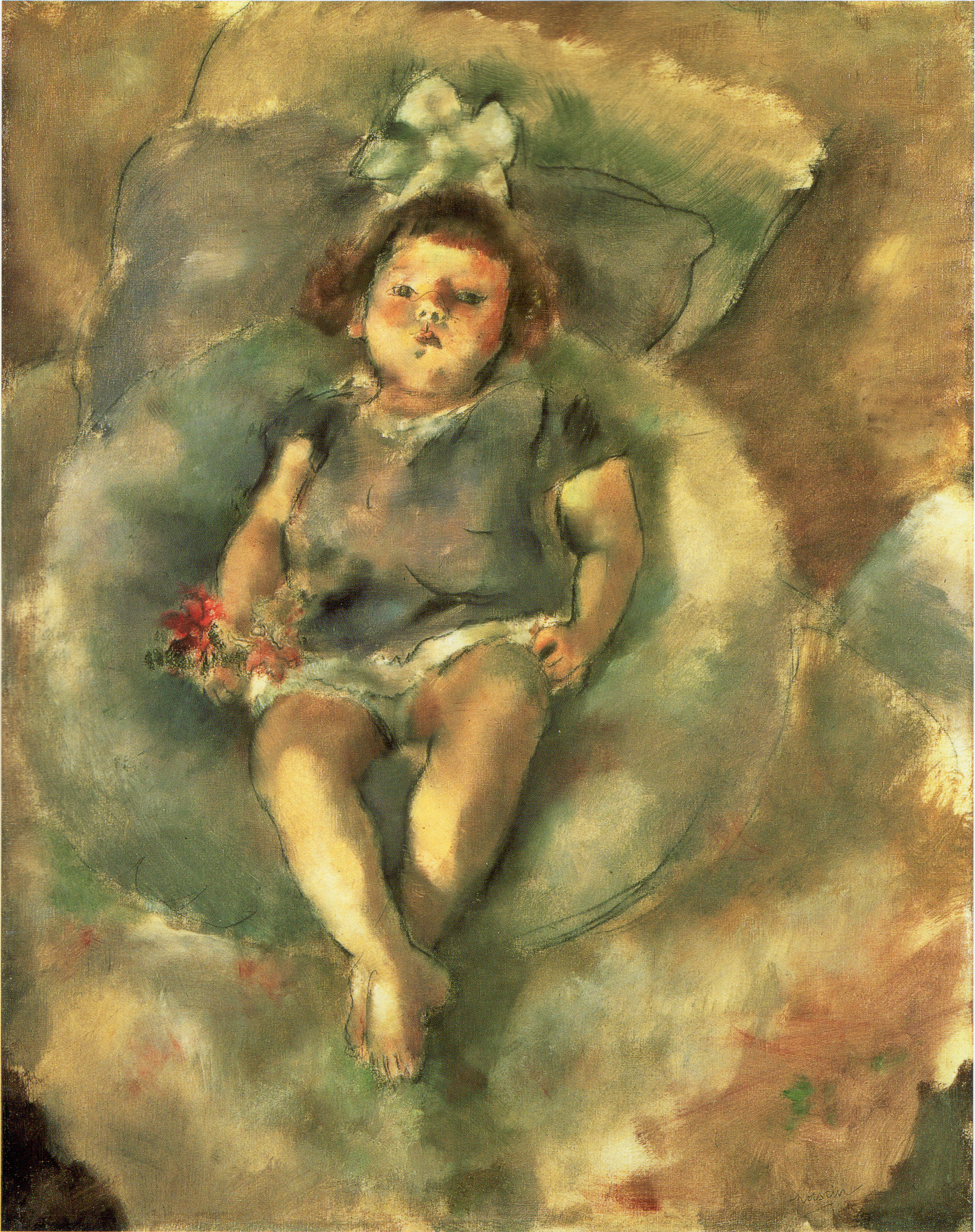
パスキン「白いリボンの少女」(1928年)
パスキン「腰掛ける女」(1928年)